# Yigdal
Yigdal (hebreiska: יִגְדָּל) är en hebreisk dikt av Daniel ben Yehuda Dayyan. Den används som bön i den judiska liturgin och finns i den judiska bönboken, Siddur. Ordet yigdal (hebr.) betyder 'må han upphöjas'. Den bygger på Maimonides tretton trosartiklar och sjungs dagligen i synagogan under gudstjänsten. Den kan även jämföras med den mängd liturgiska poem (piyut) som finns i liturgin, däribland även Adon Olam. Beroende på vilken inriktning församlingen har, huruvida den är ashkenasisk eller sefardisk eller inte tas hänsyn till särskilda melodislingor. Det finns även skillnader när bönen läses. I östeuropeiska församlingar läses den främst under morgongudstjänsten på vardagarna. Under shabbat blir den ersatt av Adon Olam (hebr.Världarnas herre). I sefardiska församlingar avslutar den gudstjänsten i synagogan.

## Text
Bönen innehåller samtliga tretton trosartiklar av Maimonides, omskrivna i rimmande text. Den första meningen, ”Yigdal Elohim Ḥaj”, betyder ’må den Levande Gud upphöjas’.

## Melodier

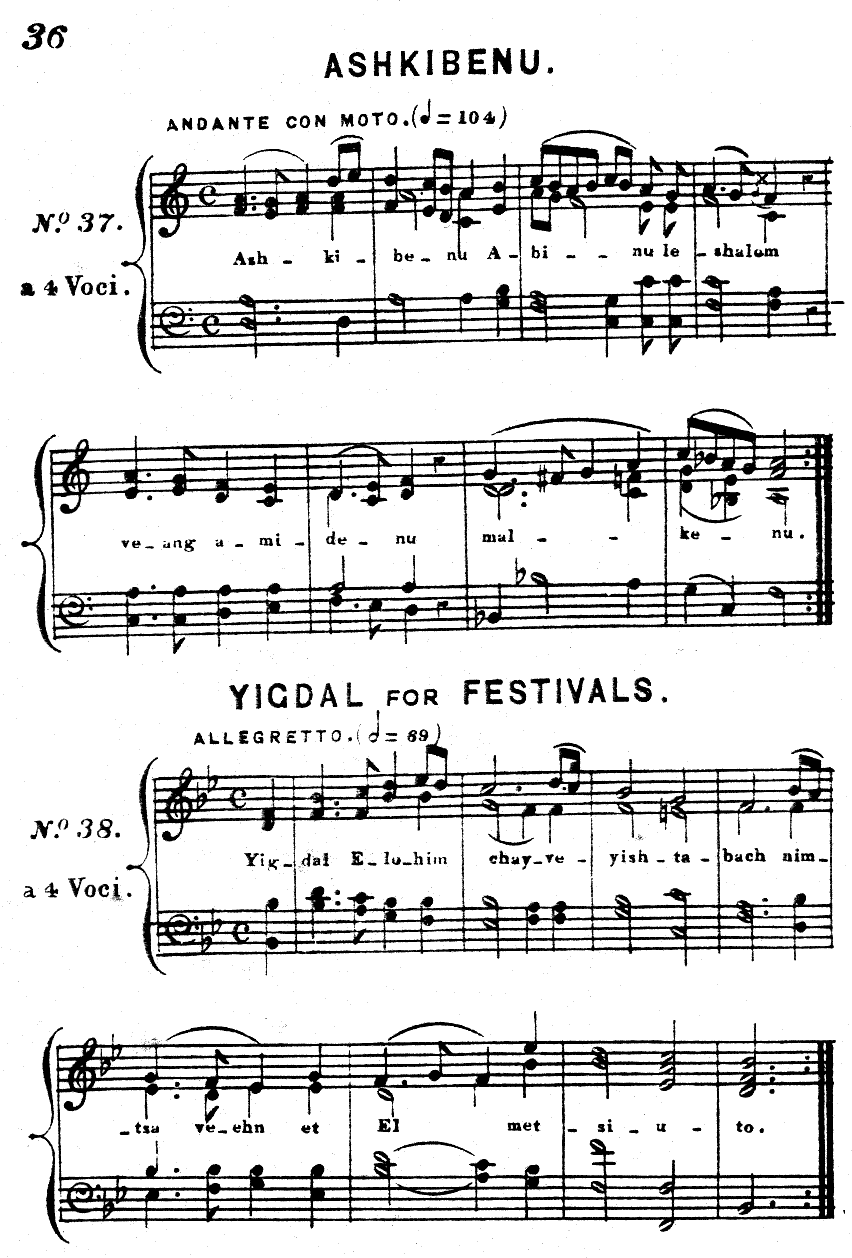
”Ashkibenu” (Hashkivenu) og ”Yigdal” från den portugisjudiska församlingen i London harmoniserade av Emanuel Aguilar.